# Bruno Strappini
Bruno Strappini (Roma, 2 gennaio 1914 – Russia, 15 gennaio 1943) è stato un calciatore italiano, di ruolo difensore.

## Caratteristiche tecniche
Giocava come terzino.

## Carriera
Inizia a giocare nell'Alba Roma, società romana con cui vince il titolo romano ULIC ragazzi 1929-1930, per poi disputare le successive eliminatorie. L'Alba arriva a giocare la doppia finale che perse contro i Balon Boys di Torino nel giugno 1930.
Esordisce a livello professionistico nella stagione 1934-1935, quando, all'età di 20 anni, il 2 dicembre 1934 gioca in Pro Vercelli-Lazio (1-0); nel corso della stagione gioca poi una seconda partita, chiudendo quindi con 2 presenze il suo primo campionato di Serie A in carriera.  Nella stagione 1935-1936 gioca ancora con la maglia della Lazio, disputando altre 2 partite senza reti in massima serie.
Rimane in rosa con i biancocelesti anche nella stagione 1936-1937, nella quale viene impiegato esclusivamente in partite della squadra riserve.
Nella stagione 1937-1938 gioca in Serie B al Vigevano, mentre nella stagione 1938-1939 vince il suo girone di Serie C con la MATER, che non viene promossa in Serie B avendo concluso al terzo posto il girone finale per la promozione. Nei due anni successivi gioca in Serie C con l'Alba Roma, con cui nella stagione 1940-1941 disputa 25 partite. Nella stagione 1942-1943, l'ultima della sua carriera calcistica, veste la maglia del Macerata, ancora in terza serie.

## Vita privata
Durante la Seconda Guerra Mondiale, viene inquadrato nella ARMIR e muore sul fronte russo.
Nel 2019 lo storico sportivo Fabrizio Munno ritrovò, in un pacco di vecchie lettere spedite dai militari italiani dal fronte russo, ed acquistate da un rigattiere per pochi euro, due 
di queste scritte dallo stesso  Strappini dal fronte, alla moglie e pubblicate nel libro "Casacche Divise" ( ed. Eraclea) del 2020.

## Palmarès

### Club

#### Competizioni nazionali
- Serie C: 1

M.A.T.E.R. Roma: 1938-1939